# Bán đảo Cà Mau
Bán đảo Cà Mau là vùng đất cực nam đồng bằng sông Cửu Long. Về mặt phạm vi hành chính, bán đảo này gồm thành phố Cần Thơ, tỉnh Cà Mau và một phần tỉnh An Giang. Về mặt địa lý, bán đảo Cà Mau giáp vịnh Thái Lan ở phía Tây, biển Đông ở phía đông và đông nam, sông Hậu ở phía đông bắc, kênh Rạch Sỏi-Vàm Cống ở phía tây bắc. Diện tích bản đảo vào khoảng 1,6 triệu hecta (khoảng 16 nghìn km vuông).
Bán đảo Cà Mau hình thành bởi phù sa do sông Mê Kông vận chuyển tới và vận chuyển ra biển Đông rồi được sóng và hải lưu mang về. Đây là vùng đồng bằng trẻ, có độ cao thấp. Trung tâm bán đảo, nơi tiếp giáp giữa ba tỉnh Cà Mau, Hậu Giang, Bạc Liêu là vùng trũng. Do địa hình thấp lại có nhiều cửa sông (Mỹ Thạnh, Gành Hào, Ông Đốc, Cái Lớn, Cái Bé), nên bán đảo này thường xuyên bị nước mặn xâm nhập vào mùa khô. Sau 1975, hàng loạt dự án thủy lợi nhằm rửa mặn, ngăn mặn và khai hoang đã được thực hiện.
Bán đảo Cà Mau là nơi có diện tích rừng ngập mặn lớn nhất nước, tiêu biểu nhất trong số đó là rừng U Minh ở tây bắc Cà Mau và tây nam Kiên Giang, vườn quốc gia Mũi Cà Mau. Tuy nhiên, từ năm 1979 đến nay, diện tích rừng ngập mặn có thể đã giảm tới 74%, chủ yếu do các hoạt động phá rừng để phát triển các trại nuôi trồng thủy sản.